# Ворожа (приток Мологи)
Ворожа — река в Устюженском районе Вологодской области России, правый приток Мологи.

## Описание
По данным государственного водного реестра России относится к Верхневолжскому бассейновому округу, водохозяйственный участок реки — Молога от истока и до устья, речной подбассейн реки — Реки бассейна Рыбинского водохранилища. Речной бассейн реки — (Верхняя) Волга до Куйбышевского водохранилища (без бассейна Оки).
Начинается в 2 км восточнее деревни Обухово. Течёт на север, оставляя справа деревню Торшеево. Примерно через 5 км поворачивает и около 3 км течёт на запад, оставляя справа деревни Раменье и Чесалово, а слева Воронино и Аристово. Снова повернув на север и северо-восток, впадает в Мологу в 82 км от её устья, в центре Устюжны, существенно влияя на планировку и облик города, например, водохранилище на реке разделяет Торговую и Соборную площади, которые вместе с ним образуют планировочное ядро города. Длина реки составляет 12 км. Естественное русло реки существенно изменено мелиоративными работами.
Код объекта в государственном водном реестре — 08010200112110000006672.